# ورد فرجيني
ورد فرجيني (الاسم العلمي:Rosa virginiana) هو نوع من النباتات يتبع جنس الورد من الفصيلة الوردية.
سمي هذا النوع نسبةً إلى ولاية فرجينيا في الولايات المتحدة الأمريكية.